# Karem Ben Hnia
Pour les articles homonymes, voir Henia.
Karem Ben Hnia, né le 13 novembre 1994 à Monastir, est un haltérophile tunisien.

## Carrière
Karem Ben Hnia est médaillé d'argent à l'arraché et à l'épaulé-jeté  dans la catégorie des moins de 69 kg aux Jeux méditerranéens de 2013 à Mersin. Il est ensuite triple médaillé d'or dans la catégorie des moins de 69 kg aux championnats d'Afrique 2013 à Casablanca ainsi qu'aux Jeux africains de 2015 à Brazzaville, aux championnats d'Afrique 2016 à Yaoundé, aux championnats d'Afrique 2017 à Vacoas et aux championnats d'Afrique 2018 à Mahébourg. Il est médaillé de bronze à l'arraché et à l'épaulé-jeté dans cette même catégorie aux Jeux méditerranéens de 2018 à Tarragone.
Il est triple médaillé d'or dans la catégorie des moins de 73 kg aux championnats d'Afrique 2019 au Caire, aux Jeux africains de 2019 à Rabat ainsi qu'aux championnats d'Afrique 2021 à Nairobi.
Il participe aux Jeux olympiques de 2020 à Tokyo.
Il est médaillé d'or à l'épaulé-jeté et médaillé de bronze à l'arraché dans la catégorie des moins de 73 kg aux Jeux méditerranéens de 2022 à Oran.
Il est triple médaillé d'or dans la catégorie des moins de 73 kg aux championnats d'Afrique 2023 à Tunis ainsi qu'aux championnats d'Afrique 2024 à Ismaïlia.
Il est médaillé d'or à l'épaulé-jeté et au total ainsi que médaillé d'argent à l'arraché dans la catégorie des moins de 73 kg aux championnats d'Afrique 2025 à Moka.